# Corystosiren
Corystosiren — викопний рід сиренових ссавців, які існували у водах Карибського басейну в ранньому пліоцені. Скам'янілості були знайдені на півострові Юкатан, у Мексиці та Флориді.